# Афина в античной скульптуре
Афина (Минерва) в античной скульптуре имеет достаточно развитую иконографию.
По письменным источникам восстанавливается достаточно длинный список статуй, посвященных богине, из которого не сохранилось практически ничего.

## Список статуй
| Илл. | Название                    | Регион / Стиль                 | Автор                       | Дата (оригинал)                          | Дата, музей (сохр. экспонат)                                                               | Примечание                                                                                  |
| ---- | --------------------------- | ------------------------------ | --------------------------- | ---------------------------------------- | ------------------------------------------------------------------------------------------ | ------------------------------------------------------------------------------------------- |
|      | Афина Варвакион             | Древний Рим                    |                             | 200-250 гг. н. э.                        | Оригинал: Национальный археологический музей, Афины                                        | Считается наиболее точной копией Афины Парфенос Фидия                                       |
|      | Афина Джустиниани           | Древний Рим, эпоха Антонинов   |                             |                                          | Оригинал: Ватиканские музеи                                                                | Римская копия древнегреческого оригинала конца V — нач. IV века. Найден в начале XVII века. |
|      | Афина Веллетри              | классика                       | возможно, Кресил            | ок. 430 г. до н. э. (оригинал утрачен)   | Древнеримская копия (I век), давшая название типу, находится в Лувре. Найдена в 1797 году. | Есть другие экземпляры этого типа                                                           |
|      | Афина Лемния                | классика                       | Фидий                       | 450—440 гг. до н. э. (оригинал утрачен)  |                                                                                            | Реконструируется на основе нескольких фрагментов разных частей тела.                        |
|      | Афина Ленорман              | период Римской империи, Греция |                             | I в. н. э.                               | Оригинал: Археологический музей, Афины                                                     | Незавершенная статуэтка. Копия Афины Парфенос. Найдена в 1859 году.                         |
|      | Афина Маттеи                |                                | Евфранор (предположительно) | IV в. до н. э. (оригинал утрачен)        | Римская (?) копия ок. 100 г. до н. э.: Лувр                                                |                                                                                             |
|      | Афина и Марсий (it)         | классика                       |                             | 460—445 гг. до н. э. (утрачен)           | Копии: - Марсий: Музей Ватикана, Рим - Афина: Либигхауз, Франкфурт-на-Майне                |                                                                                             |
|      | Афина Парфенос              | классика                       | Фидий                       | 447—438 гг. до н. э. (оригинал утрачен)  |                                                                                            | Реконструируется по множеству копий                                                         |
|      | Пирейская Афина             |                                |                             | IV в. до н. э.                           | Оригинал: Археологический музей Пирея                                                      | Найден в 1959 году                                                                          |
|      | Афина Промахос              | классика                       | Фидий                       | Около 456 г. до н. э. (оригинал утрачен) |                                                                                            | Существуют копии и изображения                                                              |
|      | Афина Альбани (Фарнезе)     |                                | круг Фидия                  | ок. 430 г. до н. э. (оригинал утрачен)   | Римская копия: Неаполь, Национальный археологический музей                                 |                                                                                             |
|      | Афина с перекрёстной эгидой | эллинизм, пергамская школа     |                             | ок. 150 г. до н. э.                      | Оригинал: Античное собрание, Берлин                                                        | Найдена в 1880 в Пергамоне                                                                  |